# Eurovan (PSA/Fiat)
Eurovans sunt o familie de automobile de pasageri, comercializate de mărcile Citroën, Peugeot, Fiat și Lancia, și care au fost produse la fabrica deținută în comun Sevel Nord din Franța. Termenul Eurovan nu a fost folosit de producători în marketing, ci de presa auto pentru a se referi la ele în mod colectiv. Au fost lansate în martie 1994, iar producția a încetat în noiembrie 2010 pentru modelele Fiat și Lancia, iar în iunie 2014 pentru variantele Citroën și Peugeot.